# Kristin Lauter
Pour les articles homonymes, voir Lauter.
Kristin Estella Lauter, née le 8 décembre 1969 à Appleton, est une mathématicienne et cryptographe américaine. 
Elle dirige ses recherches à Microsoft Research où elle applique la théorie des nombres et la géométrie algébrique à la cryptographie.

## Biographie
Elle a effectué ses études à l'université de Chicago et obtenu sa licence de mathématiques en 1990. En 1991, elle obtient une maîtrise universitaire ès sciences et en 1996, elle achève son doctorat avec une thèse intitulée Ray class field constructions of curves over finite fields with many rational points sous la direction de Niels O. Nygaard. En 1997, elle chercheuse invitée à l'Institut Max-Planck de mathématiques de Bonn en Allemagne. Entre 1996 et 1999, elle est professeure chargée de recherche à l'Université du Michigan. En 1999, elle est chercheuse invitée également à l'institut de mathématiques de Luminy à Marseille. La même année elle obtient une bourse de recherches postdoctorales auprès du Mathematical Sciences Research Institute et de Microsoft. Elle est engagée en 2000 chez microsoft où elle effectue des recherches en cryptographie sur les courbes elliptiques. En janvier 2014, elle est nommée présidente de l'Association for Women in Mathematics. Elle fait partie du conseil d'administration de cette association depuis le 1er février 2016.

## Récompenses et honneurs
- 2008 : Prix Selfridge avec Juliana Belding, Reinier Bröker et Andreas Enge lors de l'Algorithmic Number Theory Symposium[4], pour leur article Computing Hilbert Class Polynomials[5].
- 2015 : Membre de l'American Mathematical Society[6]

## Publications
- Kamara, Seny, et Kristin Lauter. "Cryptographic cloud storage." International Conference on Financial Cryptography and Data Security. Springer Berlin Heidelberg, 2010.
- Naehrig, Michael, Kristin Lauter, et Vinod Vaikuntanathan. "Can homomorphic encryption be practical?" Proceedings of the 3 rd ACM workshop on Cloud computing security workshop. ACM, 2011.
- LaMacchia, Brian, Kristin Lauter, et Anton Mityagin. "Stronger security of authenticated key exchange." International Conference on Provable Security. Springer Berlin Heidelberg, 2007.
- Benaloh, Josh, et al  "Patient controlled encryption: ensuring privacy of electronic medical records." Proceedings of the 2009 ACM workshop on Cloud computing security. ACM, 2009.
- Lauter, Kristin. "The advantages of elliptic curve cryptography for wireless security." IEEE Wireless communications 11.1 (2004): 62-67.
- Charles, Denis, Kamal Jain, et Kristin Lauter. "Signatures for network coding." International Journal of Information and Coding Theory 1.1 (2009): 3-14.
- Ciet, Mathieu, et al. "Trading inversions for multiplications in elliptic curve cryptography." Designs, codes and cryptography 39.2 (2006): 189-206.
- (éd)(avec Rachel Justine Pries, Alina Carmen Cojocaru et Renate Scheidler, Women in Numbers: Research Directions in Number Theory Fields Institute Communications 60, American Mathematical Society, 2011).